# Ruffec (Indre)
Ruffec-le-Château redirige ici.
Ne doit pas être confondue avec Ruffec, commune de Charente
Ruffec, parfois appelée Ruffec-le-Château est une commune française située dans le département de l'Indre, en région Centre-Val de Loire.

## Géographie

### Localisation
La commune est située dans le sud-ouest du département, dans la région naturelle de la Brenne, au sein du parc naturel régional de la Brenne.
Les communes limitrophes sont : Ciron (6 km), Le Blanc (8 km), Rosnay (8 km) et Bélâbre (9 km).
Les communes chefs-lieux et préfectorales sont : Le Blanc (8 km), Châteauroux (45 km), La Châtre (62 km) et Issoudun (71 km).

### Hameaux et lieux-dits
Les hameaux et lieux-dits de la commune sont : la Rouère, les Giraults, Anguyenne et les Jaunnelles.

### Géologie et hydrographie
La commune est classée en zone de sismicité 2, correspondant à une sismicité faible.
Le territoire communal est arrosé par la rivière Creuse.

### Climat
Pour des articles plus généraux, voir Climat du Centre-Val de Loire et Climat de l'Indre.
En 2010, le climat de la commune est de type climat océanique altéré, selon une étude du CNRS s'appuyant sur une série de données couvrant la période 1971-2000. En 2020, Météo-France publie une typologie des climats de la France métropolitaine dans laquelle la commune est toujours exposée à un climat océanique altéré et est dans la région climatique  Centre et contreforts nord du Massif Central, caractérisée par un air sec en été et un bon ensoleillement. 
Pour la période 1971-2000, la température annuelle moyenne est de 11,8 °C, avec une amplitude thermique annuelle de 15,2 °C. Le cumul annuel moyen de précipitations est de 749 mm, avec 11,4 jours de précipitations en janvier et 6,9 jours en juillet. Pour la période 1991-2020, la température moyenne annuelle observée sur la station météorologique de Météo-France la plus proche, sur la commune du Blanc à 8 km à vol d'oiseau, est de 12,9 °C et le cumul annuel moyen de précipitations est de 776,4 mm,. Pour l'avenir, les paramètres climatiques de la commune estimés pour 2050 selon différents scénarios d'émission de gaz à effet de serre sont consultables sur un site dédié publié par Météo-France en novembre 2022.

### Voies de communication et transports
Le territoire communal est desservi par les routes départementales : 3, 15, 61, 98, 107 et 951.
La ligne de Port-de-Piles à Argenton-sur-Creuse passait par le territoire communal, une gare (Ruffec-le-Château) desservait la commune. La gare ferroviaire la plus proche est la gare d'Argenton-sur-Creuse, à 31 km.
Ruffec est desservie par les lignes N et O du Réseau de mobilité interurbaine.
L'aéroport le plus proche est l'aéroport de Châteauroux-Centre, à 57 km.
Le territoire communal est traversé par le sentier de grande randonnée de pays de la Brenne et par la voie verte des Vallées.

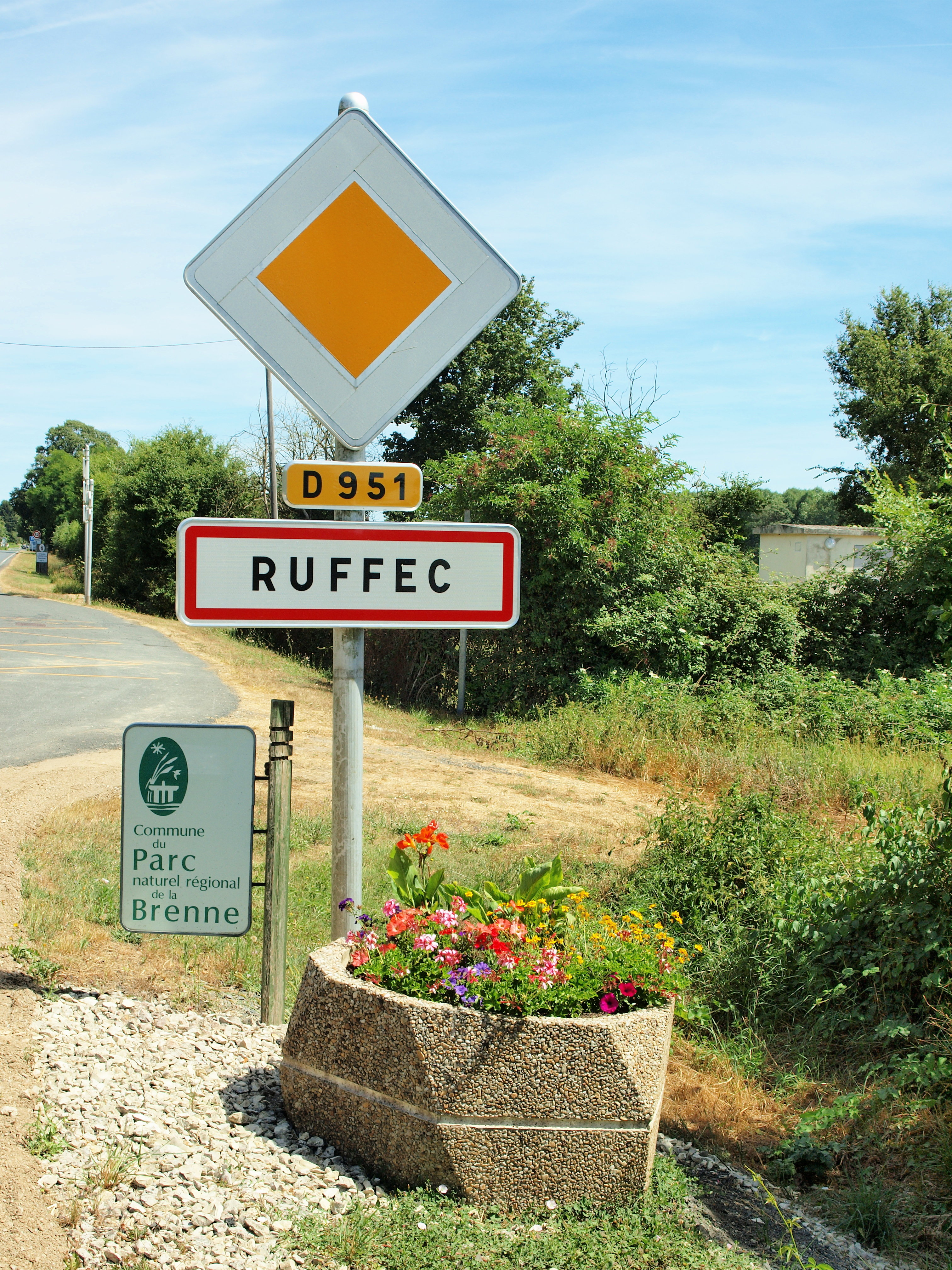
Le panneau d'entrée d’agglomération.
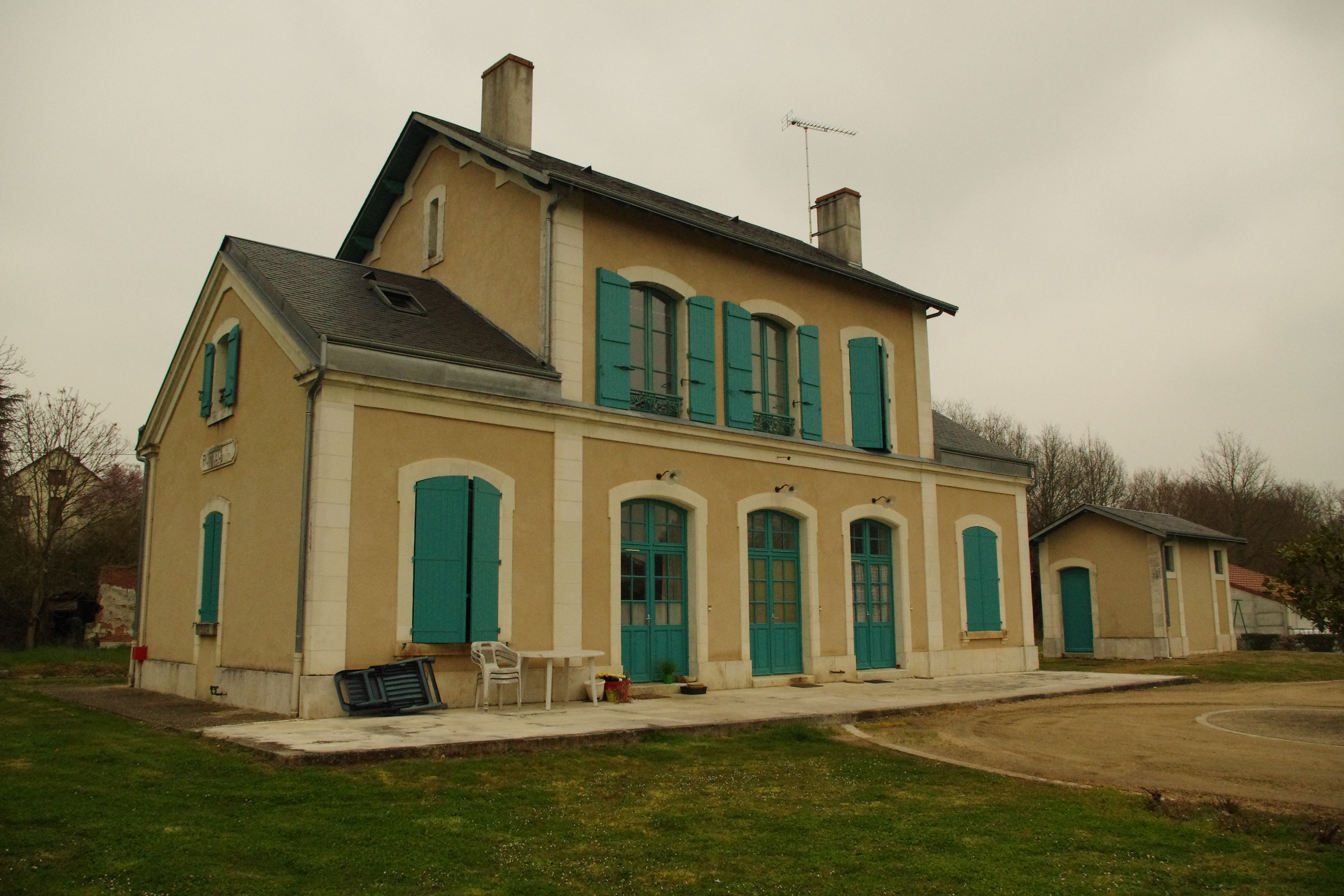
L'ancienne gare.
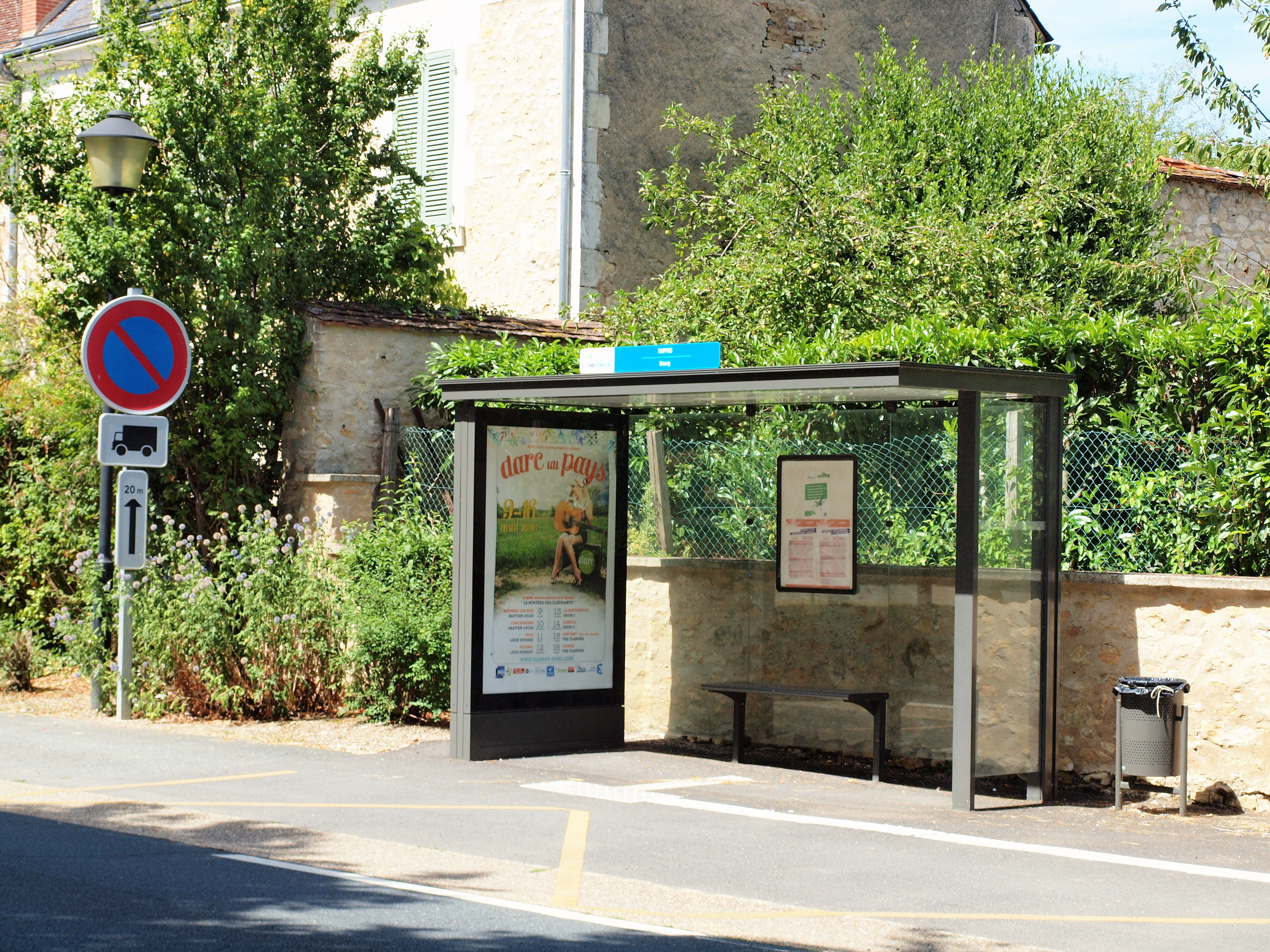
L'arrêt de bus L'Aile Bleue.

## Urbanisme

### Typologie
Au 1er janvier 2024, Ruffec est catégorisée commune rurale à habitat dispersé, selon la nouvelle grille communale de densité à sept niveaux définie par l'Insee en 2022.
Elle est située hors unité urbaine. Par ailleurs la commune fait partie de l'aire d'attraction du Blanc, dont elle est une commune de la couronne,. Cette aire, qui regroupe 23 communes, est catégorisée dans les aires de moins de 50 000 habitants,.

### Occupation des sols
L'occupation des sols de la commune, telle qu'elle ressort de la base de données européenne d’occupation biophysique des sols Corine Land Cover (CLC), est marquée par l'importance des territoires agricoles (79,2 % en 2018), en diminution par rapport à 1990 (80,2 %). La répartition détaillée en 2018 est la suivante : 
zones agricoles hétérogènes (35,5 %), prairies (22,4 %), terres arables (21,3 %), forêts (13,9 %), eaux continentales (4,3 %), milieux à végétation arbustive et/ou herbacée (1,5 %), zones urbanisées (1,1 %). L'évolution de l’occupation des sols de la commune et de ses infrastructures peut être observée sur les différentes représentations cartographiques du territoire : la carte de Cassini (XVIIIe siècle), la carte d'état-major (1820-1866) et les cartes ou photos aériennes de l'IGN pour la période actuelle (1950 à aujourd'hui).

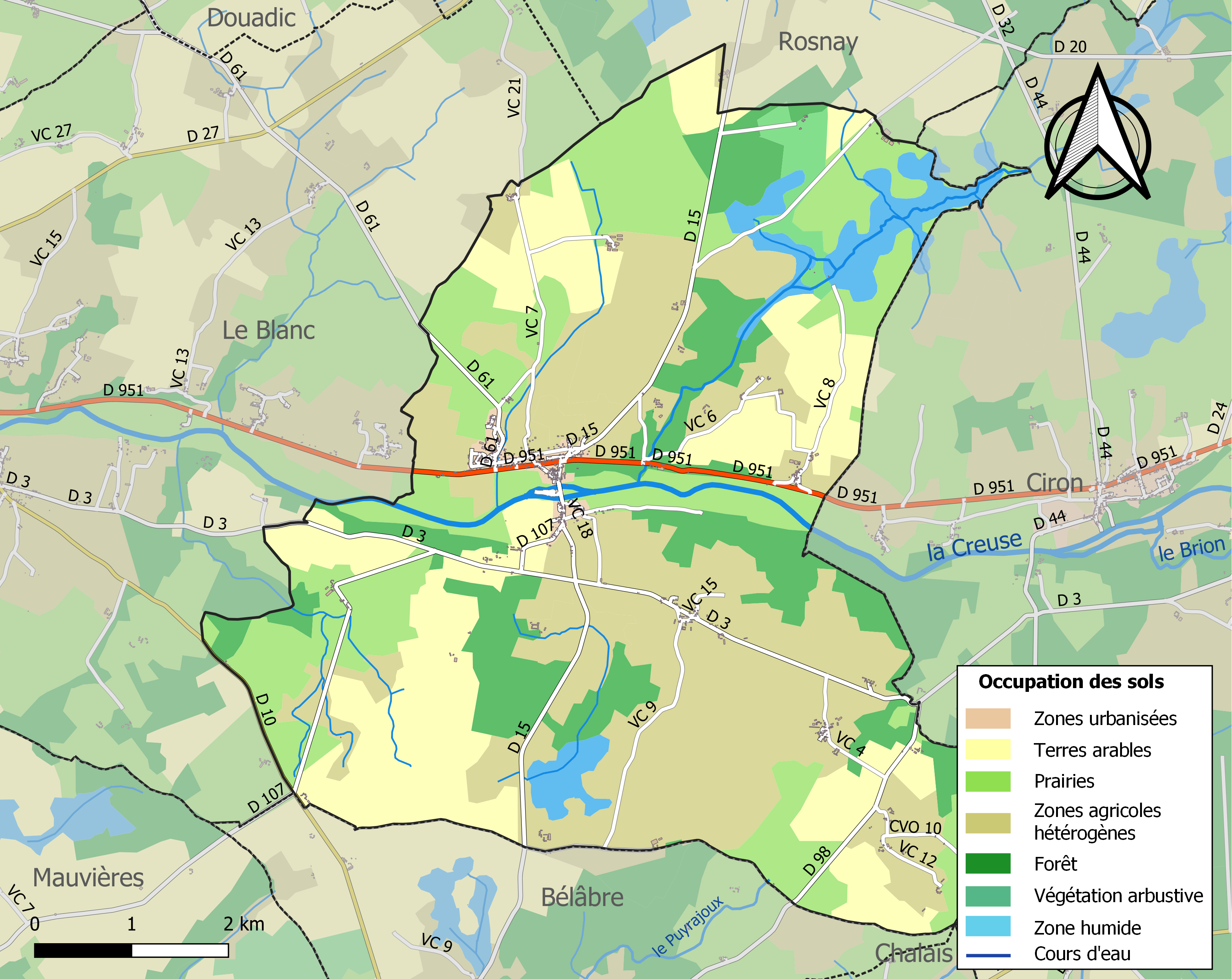
Carte des infrastructures et de l'occupation des sols de la commune en 2018 (CLC).

### Logement
Le tableau ci-dessous présente le détail du secteur des logements de la commune :
| Date du relevé                                              | 2013   |
| Nombre total de logements                                   | 320    |
| Résidences principales                                      | 78,4 % |
| Résidences secondaires                                      | 16,7 % |
| Logements vacants                                           | 4,9 %  |
| Part des ménages propriétaires de leur résidence principale | 71,5 % |

### Risques majeurs
Le territoire de la commune de Ruffec est vulnérable à différents aléas naturels : météorologiques (tempête, orage, neige, grand froid, canicule ou sécheresse), inondations, feux de forêts et séisme (sismicité faible). Il est également exposé à deux risques technologiques, le transport de matières dangereuses et la rupture d'un barrage. Un site publié par le BRGM permet d'évaluer simplement et rapidement les risques d'un bien localisé soit par son adresse soit par le numéro de sa parcelle.

#### Risques naturels
Certaines parties du territoire communal sont susceptibles d’être affectées par le risque d’inondation par débordement de cours d'eau, notamment la Creuse. La commune a été reconnue en état de catastrophe naturelle au titre des dommages causés par les inondations et coulées de boue survenues en 1982, 1990, 1999, 2001 et 2016,.
Pour anticiper une remontée des risques de feux de forêt et de végétation vers le nord de la France en lien avec le dérèglement climatique, les services de l’État en région Centre-Val de Loire (DREAL, DRAAF, DDT) avec les SDIS ont réalisé en 2021 un atlas régional du risque de feux de forêt, permettant d’améliorer la connaissance sur les massifs les plus exposés. La commune, étant pour partie dans les massifs de Luzeraize et de Brenne, est classée au niveau de risque 1, sur une échelle qui en comporte quatre (1 étant le niveau maximal).

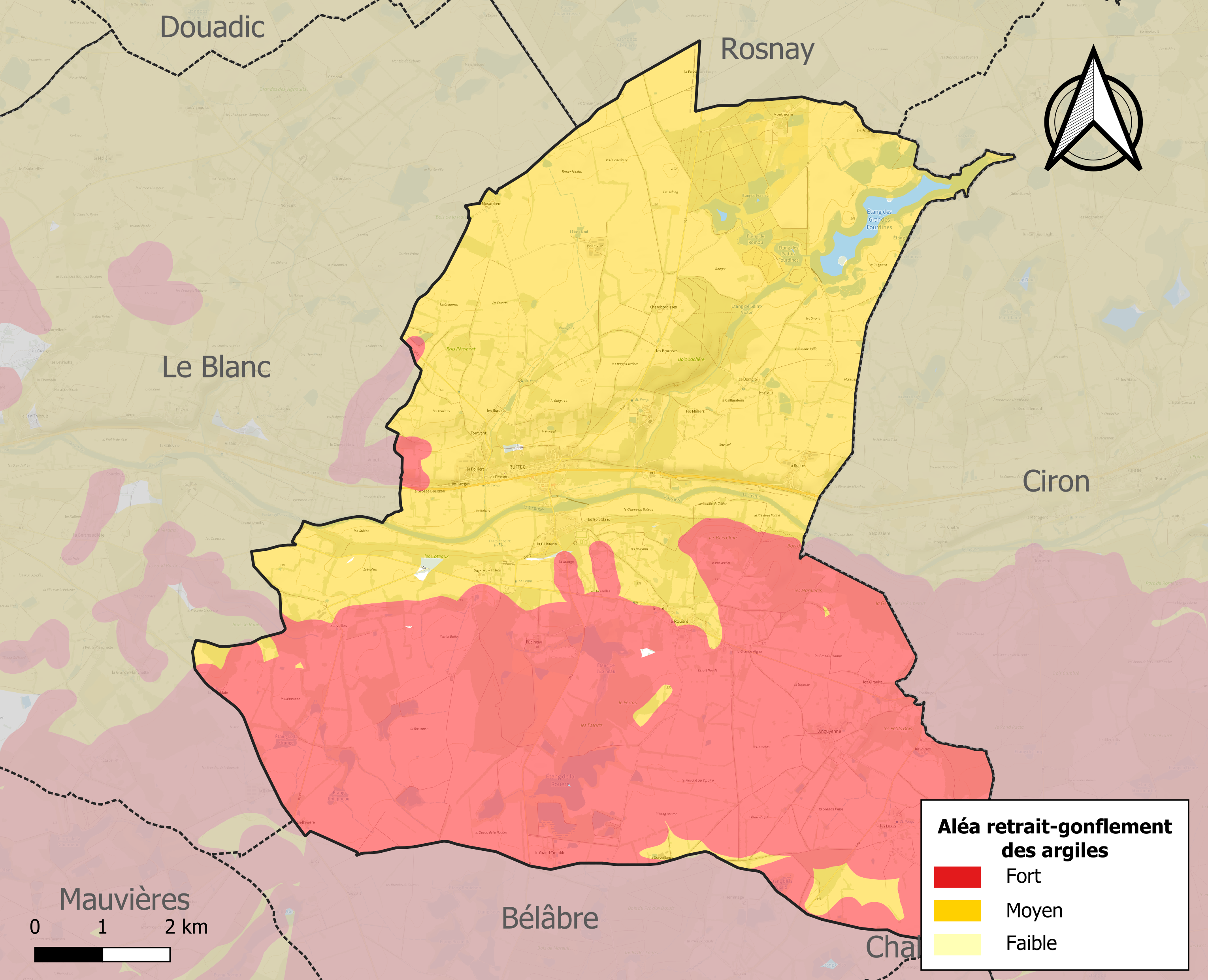
Carte des zones d'aléa retrait-gonflement des sols argileux de Ruffec.

Le retrait-gonflement des sols argileux est susceptible d'engendrer des dommages importants aux bâtiments en cas d’alternance de périodes de sécheresse et de pluie. 99,2 % de la superficie communale est en aléa moyen ou fort (84,7 % au niveau départemental et 48,5 % au niveau national). Sur les 348 bâtiments dénombrés sur la commune en 2019, 347 sont en aléa moyen ou fort, soit 100 %, à comparer aux 86 % au niveau départemental et 54 % au niveau national. Une cartographie de l'exposition du territoire national au retrait gonflement des sols argileux est disponible sur le site du BRGM,.
Concernant les mouvements de terrains, la commune a été reconnue en état de catastrophe naturelle au titre des dommages causés par la sécheresse en 1989, 1991, 2018 et 2019 et par des mouvements de terrain en 1999.

#### Risques technologiques
Le risque de transport de matières dangereuses sur la commune est lié à sa traversée par des infrastructures routières ou ferroviaires importantes ou la présence d'une canalisation de transport d'hydrocarbures. Un accident se produisant sur de telles infrastructures est en effet susceptible d’avoir des effets graves au bâti ou aux personnes jusqu’à 350 m, selon la nature du matériau transporté. Des dispositions d’urbanisme peuvent être préconisées en conséquence.
La commune est en outre située en aval du Barrage d'Éguzon, de classe A et faisant l'objet d'un PPI, mis en eau en 1926, d’une hauteur de 58 mètres et retenant un volume de 57,3 millions de mètres cubes. À ce titre elle est susceptible d’être touchée par l’onde de submersion consécutive à la rupture de cet ouvrage.

## Toponymie
Ses habitants sont appelés les Ruffecois.

## Politique et administration
La commune dépend de l'arrondissement du Blanc, du canton du Blanc, de la première circonscription de l'Indre et de la communauté de communes Brenne - Val de Creuse.
Elle dispose d'une agence postale communale.

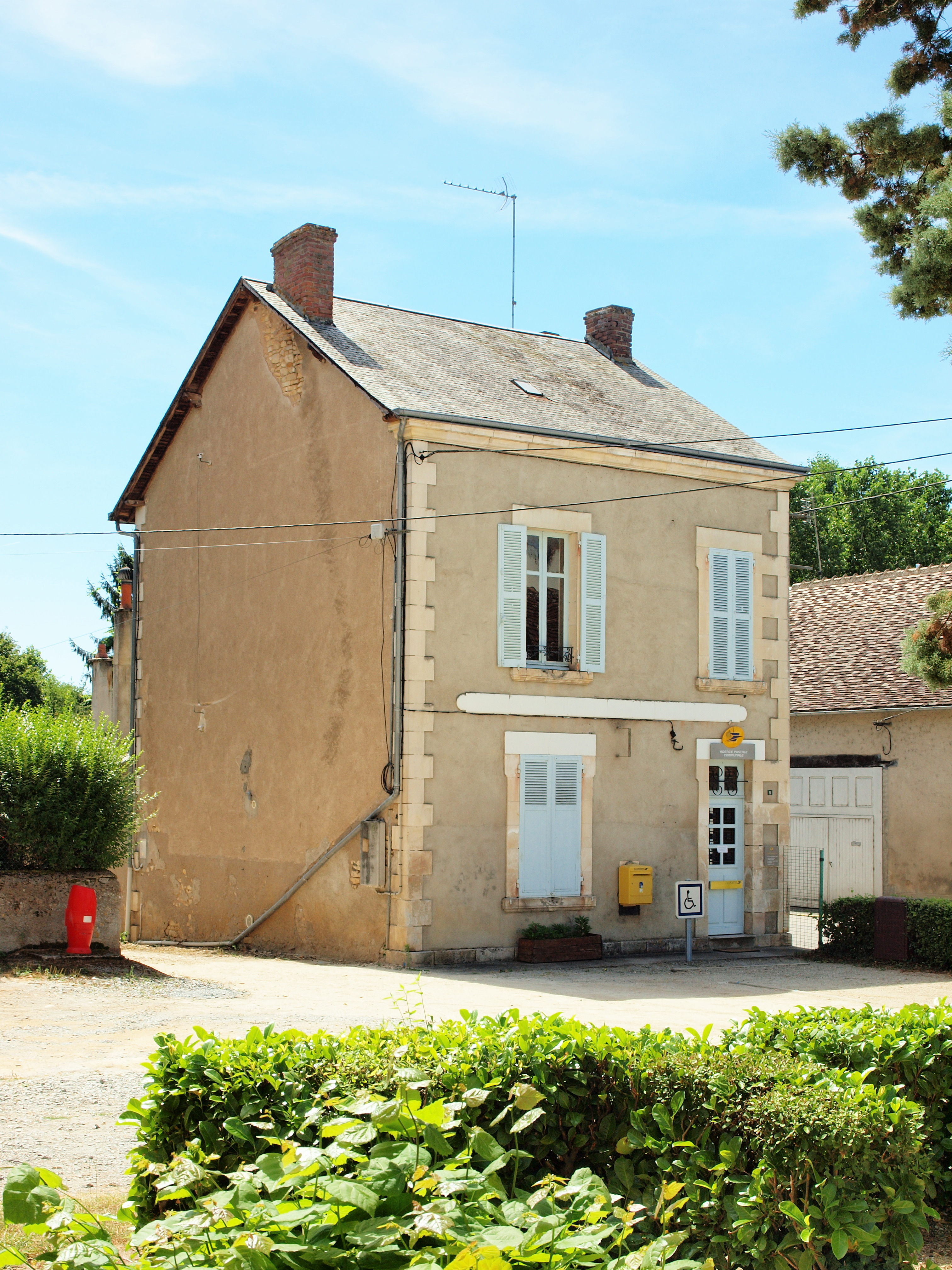
L'agence postale communale.

| Période                                  | Période   | Identité      | Étiquette | Qualité                |
| ---------------------------------------- | --------- | ------------- | --------- | ---------------------- |
| avant 1981                               | ?         | Pierre Baudet | DVG       |                        |
| mars 2001                                | mars 2008 | Marcel Gerbet | ?         | ?                      |
| mars 2008,                               | En cours  | Édith Vachaud | PS        | Professeur de français |
| Les données manquantes sont à compléter. |           |               |           |                        |

## Population et société

### Démographie
L'évolution du nombre d'habitants est connue à travers les recensements de la population effectués dans la commune depuis 1793. Pour les communes de moins de 10 000 habitants, une enquête de recensement portant sur toute la population est réalisée tous les cinq ans, les populations de référence des années intermédiaires étant quant à elles estimées par interpolation ou extrapolation. Pour la commune, le premier recensement exhaustif entrant dans le cadre du nouveau dispositif a été réalisé en 2006.

En 2022, la commune comptait 569 habitants, en évolution de −3,89 % par rapport à 2016 (Indre : −3 %, France hors Mayotte : +2,11 %).
| 1793 | 1800 | 1806 | 1821 | 1831 | 1836 | 1841 | 1846 | 1851 |
| ---- | ---- | ---- | ---- | ---- | ---- | ---- | ---- | ---- |
| 441  | 504  | 477  | 629  | 758  | 747  | 714  | 783  | 826  |

| 1856 | 1861 | 1866 | 1872 | 1876 | 1881 | 1886 | 1891 | 1896 |
| ---- | ---- | ---- | ---- | ---- | ---- | ---- | ---- | ---- |
| 851  | 825  | 834  | 814  | 831  | 880  | 921  | 956  | 942  |

| 1901 | 1906 | 1911 | 1921 | 1926 | 1931 | 1936 | 1946 | 1954 |
| ---- | ---- | ---- | ---- | ---- | ---- | ---- | ---- | ---- |
| 992  | 949  | 887  | 816  | 818  | 739  | 750  | 736  | 650  |

| 1962 | 1968 | 1975 | 1982 | 1990 | 1999 | 2006 | 2011 | 2016 |
| ---- | ---- | ---- | ---- | ---- | ---- | ---- | ---- | ---- |
| 670  | 635  | 607  | 519  | 594  | 525  | 618  | 627  | 592  |

| 2021 | 2022 | - | - | - | - | - | - | - |
| ---- | ---- | - | - | - | - | - | - | - |
| 575  | 569  | - | - | - | - | - | - | - |

### Enseignement
La commune dépend de la circonscription académique du Blanc.

### Équipement culturel
Le camping municipal, qui n'est plus exploité, reste accessible aux voyageurs itinérants pour planter leur tente le temps d'un bivouac.
La commune dispose d'une salle communale.

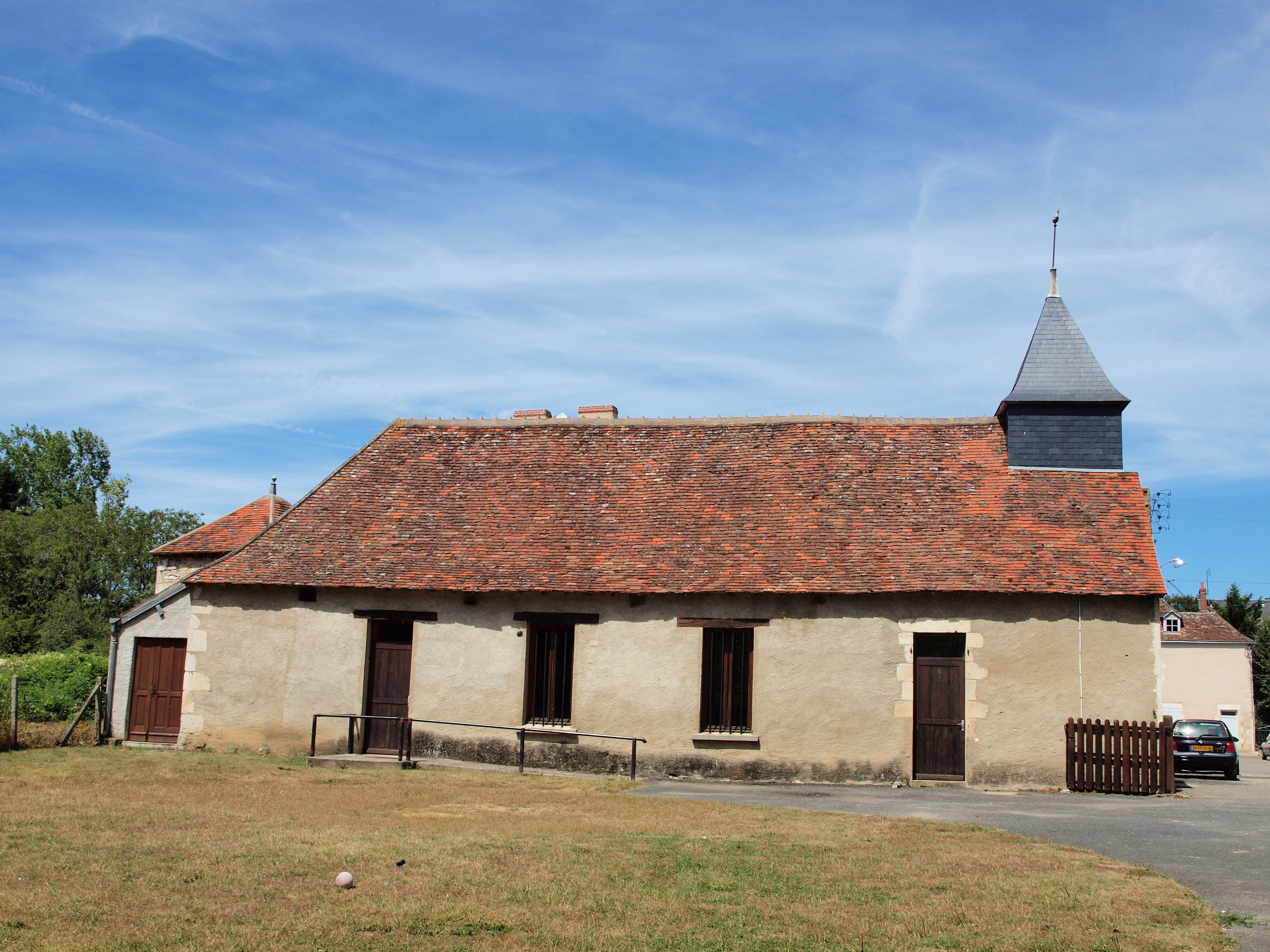
La salle communale.

### Médias
La commune est couverte par les médias suivants : La Nouvelle République du Centre-Ouest, Le Berry républicain, L'Écho - La Marseillaise, La Bouinotte, Le Petit Berrichon, France 3 Centre-Val de Loire, Berry Issoudun Première, Vibration, Forum, France Bleu Berry et RCF en Berry.

## Économie
La commune se situe dans l’aire urbaine du Blanc, dans la zone d’emploi du Blanc et dans le bassin de vie du Blanc.
La commune se trouve dans l'aire géographique et dans la zone de production du lait, de fabrication et d'affinage du fromage Pouligny-saint-pierre.
Ruffec dispose de plusieurs commerces.

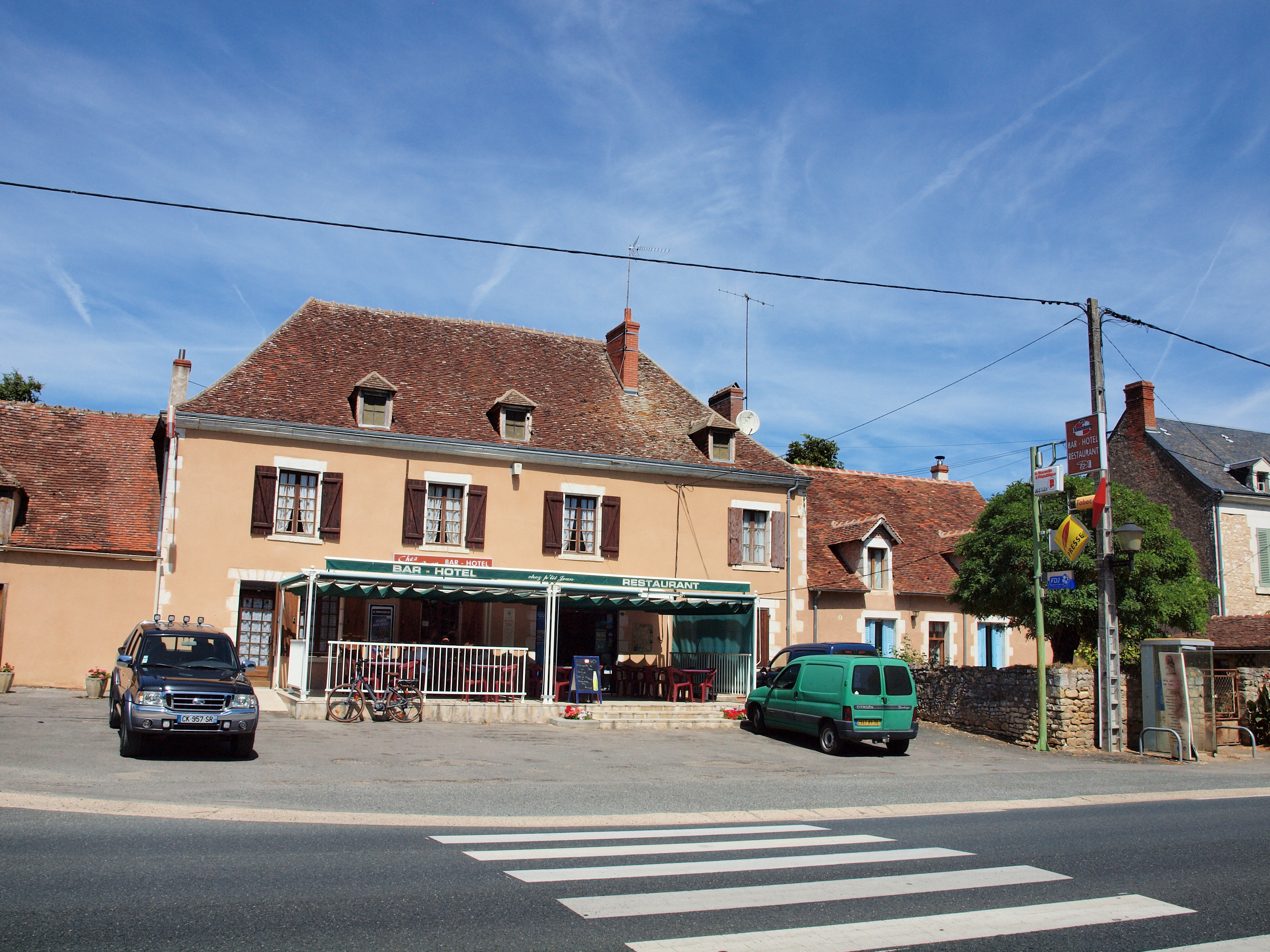
Le bar en 2016.

Un camping est présent dans la commune. Il s'agit du camping municipal qui dispose de 10 emplacements.

## Culture locale et patrimoine

### Lieux et monuments
- Abbaye Notre-Dame-de-la-Compassion : l'abbatiale, belle église romane du XIIe siècle, classée aux monuments historiques, a vu sa charpente, sa couverture et son clocher refaits par les fonds publics au titre de ce classement, et ce, depuis 1999. Les dernières religieuses avaient quitté les lieux en 1944. En 1983, mère Marie-Christiane, sœur de Mgr Lefebvre qui refusait depuis quelque temps déjà les nouvelles vocations, faute de place, en son « carmel du Sacré-Cœur » de Quiévrain, décida de créer une nouvelle fondation. Son choix se porta sur cet ensemble où elle vint s'installer, avec onze autres sœurs de Quiévrain, en avril de la même année et renomma l'abbaye en carmel du Cœur-Immaculé-de-Marie. Bien que de spiritualité carmélitaine, l'abbaye abrite aussi, depuis 1989, un noviciat des Sœurs de la Fraternité Saint-Pie-X dont la prieurale Saint-Martial fut consacrée par Mgr Tissier de Mallerais, le 11 septembre 2010.
- Église Saint-Alpinien
- Église du prieuré Saint-Martial[40]
- Monument aux morts
- La Motte : ancien site de défense protégeant le passage par gué d'un diverticule de la voie romaine entre Argenton et Le Blanc.

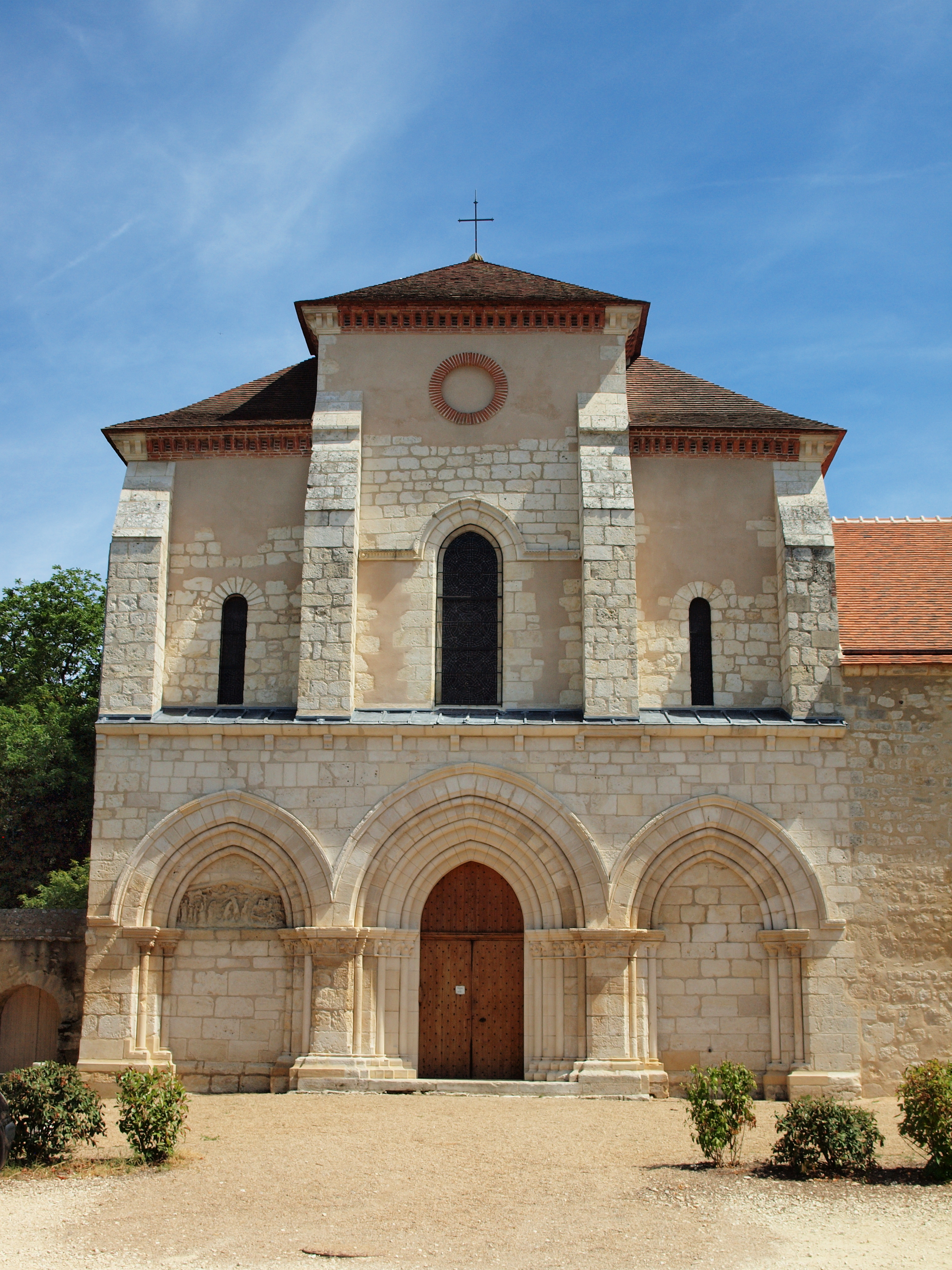
L'église du prieuré Saint-Martial.
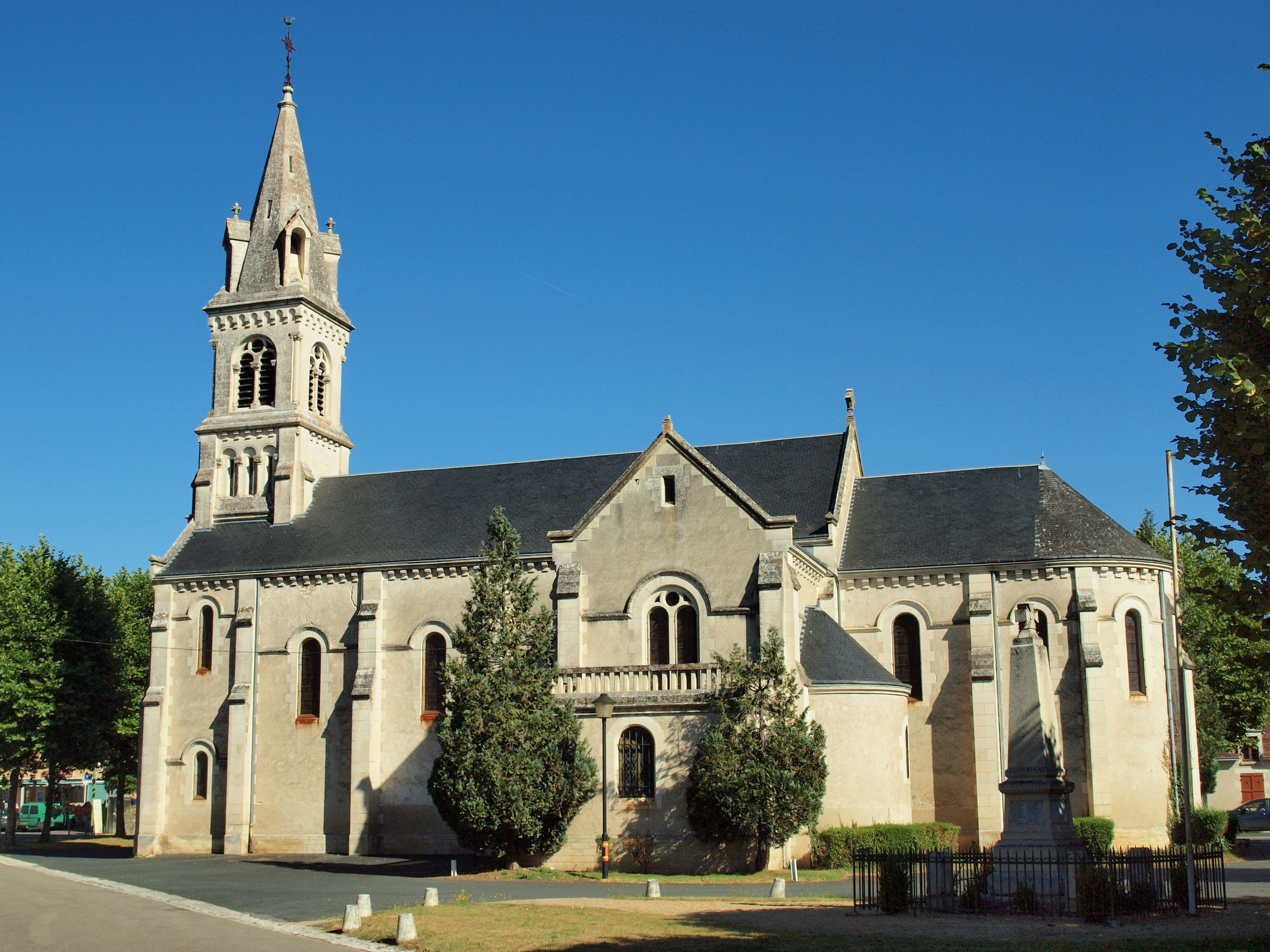
L'église Saint-Alpinien.
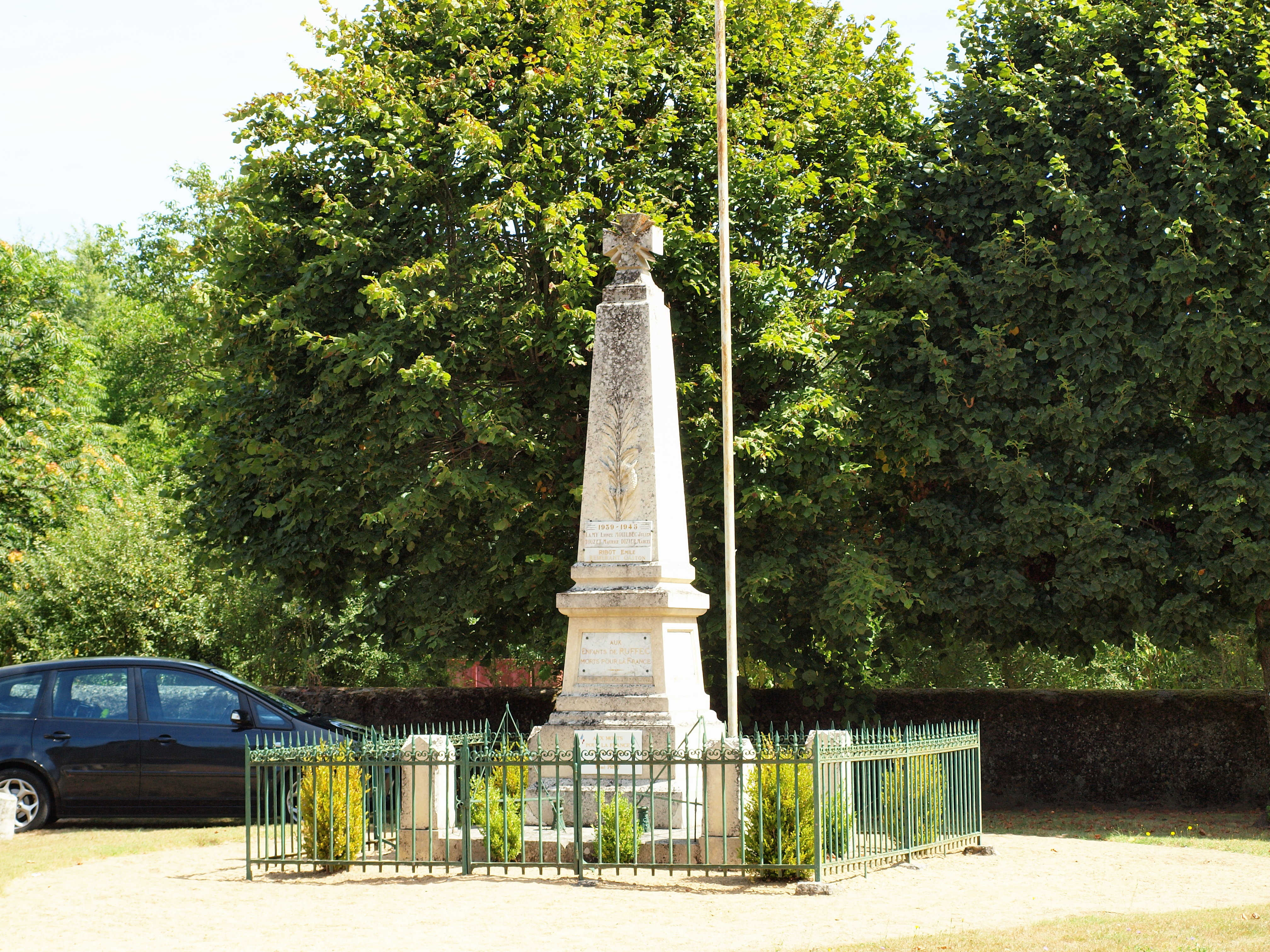
Le monument aux morts.

### Dans la culture populaire
Ruffec est mentionné au début de l'épisode 4 de la saison 4 (« Sandrine ») de la série Dix pour cent (2020). Au théâtre, une admiratrice (jouée par Martine Schambacher) attend Sandrine Kiberlain à sa sortie de scène pour la féliciter. Dans la conversation, elle lui dit : « Je peux vous dire qu'à Ruffec-le-Château vous auriez fait salle comble. Enfin je dis Ruffec-le-Château mais il parait qu'il faut juste dire Ruffec. Cette manie de tout vouloir raccourcir. » puis « Donc à Ruffec.. Vous savez où c'est ? [..] Entre Bourges et Poitiers ou entre Limoges et Tours, cela dépend dans quel sens vous le prenez. Comme je suis au conseil municipal, je peux peut-être arranger quelque chose avec le maire... »